# ジャック・ドネリー
ジャック・ドネリー（英語: Jack Donnelly）は、アメリカ合衆国の国際政治学者。専門は、国際関係論、人権論。
1973年ジョージタウン大学を卒業後、1975年ジョージタウン大学大学院で修士号、1982年カリフォルニア大学バークレー校大学院で博士号を取得。ノースカロライナ大学准教授（1987年 - 1992年）などを経て、現在はデンバー大学教授。

## 著書

### 単著
- The Concept of Human Rights, (St. Martin's Press, 1985).
- Universal Human Rights in Theory and Practice, (Cornell University Press, 1989, 2nd ed., 2003).
- International Human Rights, (Westview Press, 1993, 2nd ed., 1998, 3rd ed., 2006).
- Realism and International Relations, (Cambridge University Press, 2000).

### 共編著
- International Handbook of Human Rights, co-edited with Rhoda E. Howard, (Greenwood Press, 1987).